# Giulia Conti
Giulia Conti (Roma, 4 novembre 1985) è una velista italiana.

## Biografia
Nata a Roma il 4 novembre 1985, Giulia è tesserata per il Circolo Canottieri Aniene.
A 19 anni ha debuttato come velista alle olimpiadi di Atene 2004. In seguito ha rappresentato l'Italia anche a Pechino 2008, a Londra 2012 e a Rio 2016 con due quinti posti nella classe 470 femminile in coppia con Giovanna Micol ed ancora con un quinto posto a Rio 2016 con Francesca Clapcich.
Dal 2013 compete con Francesca Clapcich. La coppia ha ottenuto numerosi successi nella neonata classe 49er FX, variante femminile della 49er, tra i quali nel 2015 la vittoria nei campionati Italiani, Europei e Mondiali. Le atlete in seguito sono state insignite del collare d'oro al merito sportivo, la massima onorificenza conferita dal CONI, e del prestigioso Premio Giulio Onesti 2015 ( nell'edizione 2014 era stato assegnato al Presidente del Comitato Olimpico Internazionale Thomas Bach).
Nell'agosto 2016 ha partecipato alle olimpiadi di Rio de Janeiro, concludendo al quinto posto per la terza edizione consecutiva. Al termine della manifestazione ha annunciato il suo ritiro dalle competizioni. Si trasferisce negli Stati Uniti dove intraprende la carriera di coach e nel 2020 vince il "National Coach of the Year", prima non americana a ottenere tale riconoscimento. 
Nel 2024 entra a far parte del team di Luna Rossa come timoniere per la Women’s America’s Cup, competizione che si svolgerà in concomitanza con la 37ª America's Cup e vedrà affrontarsi equipaggi esclusivamente femminili su imbarcazioni foil AC40. 
Il 12 ottobre 2024, insieme a Margherita Porro, Giulia Fava e Maria Giubilei, vince la storica prima edizione della Puig Women America's Cup.

## Risultati

### Olimpiadi
| Edizione            | Classe            | Posizione | Note  |
| ------------------- | ----------------- | --------- | ----- |
| Atene 2004          | Yngling femminile | 14°       |       |
| Pechino 2008        | 470 femminile     | 5°        |       |
| Londra 2012         | 470 femminile     | 5°        |       |
| Rio de Janeiro 2016 | 49er FX           | 5°        | [ 3 ] |

### Campionati mondiali di vela
| Edizione          | Classe            | Posizione | Note                                           |
| ----------------- | ----------------- | --------- | ---------------------------------------------- |
| Brunnen 2002      | Yngling femminile | 25°       |                                                |
| Cadice 2003       | Yngling femminile | 9°        |                                                |
| Santander 2004    | Yngling femminile | 12°       |                                                |
| Rizhao 2006       | 470 femminile     | 7°        |                                                |
| Cascais 2007      | 470 femminile     | 6°        |                                                |
| Melbourne 2008    | 470 femminile     | 2°        | [ 4 ]                                          |
| Rungsted 2009     | 470 femminile     | 4°        |                                                |
| L'Aia 2010        | 470 femminile     | 3°        | [ 5 ]                                          |
| Perth 2011        | 470 femminile     | 5°        |                                                |
| Barcellona 2012   | 470 femminile     | 11°       |                                                |
| Marsiglia 2013    | 49er FX           | 4°        |                                                |
| Santander 2014    | 49er FX           | 3°        | [ 6 ]                                          |
| Buenos Aires 2015 | 49er FX           | 1°        | http://49er.org/event/2015-world-championship/ |
| Clearwater 2016   | 49er FX           | 5°        |                                                |

### Campionati europei di vela
| Edizione        | Classe  | Posizione | Note |
| --------------- | ------- | --------- | ---- |
| Aarhus 2013     | 49er FX | 5°        |      |
| Helsinki 2014   | 49er FX | 22°       |      |
| Porto 2015      | 49er FX | 1°        |      |
| Barcellona 2016 | 49er FX | 2°        |      |